# Corynebacterium glutamicum
Corynebacterium glutamicum ist ein grampositives, nicht-pathogenes und schnellwachsendes Bodenbakterium mit großer biotechnologischer Bedeutung, dessen Genom vollständig sequenziert ist. Es wurde 1957 in Japan als natürlicher Glutaminsäureproduzent entdeckt. Mittlerweile wurden für nahezu alle biogenen Aminosäuren und eine Reihe weiterer Substanzen wie Nukleotide und Vitamine fermentative Produktionsprozesse mit C. glutamicum und nahe verwandten Organismen entwickelt.
C. glutamicum wurde von der Vereinigung für Allgemeine und Angewandte Mikrobiologie wegen seiner biotechnologischen Bedeutung zur Mikrobe des Jahres 2025 auserwählt.

## Gewinnung von Glutaminsäure
Corynebacterium glutamicum bildet L-Glutaminsäure als Folgeprodukt des Citratzyklus durch Transaminierung von 2-Oxoglutarsäure. 
Als Lieferanten für Kohlenstoff dienen hierbei vor allem die Melasse oder Stärkehydrolysat. Ammoniak hingegen dient zumeist als Stickstoff-Quelle. 
Natriumglutamat wird als Würzmittel eingesetzt in Fertigprodukten und in der asiatischen Küche. Es verdankt dies dem herzhaften Geschmack „umami“, für welchen neben süß, sauer, salzig und bitter auf der Zunge spezielle Sinnesrezeptoren vorhanden sind. Das Bakterium wurde biotechnologisch so verändert, dass es auch Reste aus Pflanzenabfällen und aus der Biodieselproduktion und somit nachwachsende Rohstoffe verwendet. Die Produktion beläuft sich auf 3,5 Mio. Tonnen pro Jahr.

## Biotechnologische Bedeutung
Die in der Biotechnologie Verwendung findenden Mutanten weisen gegenüber den frei vorkommenden Bakterien einige Änderungen auf. Insbesondere zu nennen sind: 

### Erhöhung der Sekretion von Glutaminsäure
Die Überproduktion von Glutaminsäure ist abhängig von der Permeabilität (Feststoffdurchlässigkeit) der Zelle. Je durchlässiger die Zelle ist, desto mehr Glutaminsäure kann in das umgebende Medium abgegeben werden. Die Zelldurchlässigkeit kann durch einen Mangel von Biotin, Ölsäure, Glycerin oder durch Zugabe von Penicilline beeinflusst werden. 

### Regulation einiger Enzyme auf dem Biosyntheseweg
Die Aktivität des Enzyms 2-Oxoglutarat-Dehydrogenase ist in biotechnologisch eingesetzten C. glutamicum-Stämmen im Vergleich zur L-Glutamat-Dehydrogenase deutlich verringert. Auch werden einige Enzyme durch die Konzentration von Metaboliten, Endprodukten, NH4+ und NADH reguliert.

### Aktivierung mehrerer anaplerotischer Reaktionen
Durch die Carboxylierung von Phosphoenolpyruvat (PEP) und die Aktivierung des Glyoxylatzyklus wird vermehrt Oxalessigsäure gebildet. Diese stellt die Vorstufe der Zitronensäure dar und kann somit weitere Kohlenstoffatome der Glykolyse im Citratzyklus binden. Das Enzym PEP-Carboxylase, welches die Carboxylierung von PEP katalysiert, benötigt ebenso Biotin, das dann nicht mehr zum Aufbau der Zellwand zur Verfügung stehen kann. Diese Reaktionen werden anaplerotisch genannt. 
Des Weiteren wird C. glutamicum als nicht-pathogener Modellorganismus für die verwandten Human-Pathogene Corynebacterium diphtheriae, Mycobacterium tuberculosis und Mycobacterium leprae verwendet.